# استرادیواری ۱۹۱۸۹
سیارک ۱۹۱۸۹ (به انگلیسی: 19189 Stradivari، نامگذاری:1991YE1) نوزده هزار و صد و هشتاد و نهمین سیارک کشف شده‌است که در ۲۸ دسامبر ۱۹۹۱ کشف شد.
قدر مطلق سیارک برابر ۱۳٫۶۰ است.